# Храми і монастирі Гоа
Храми і монастирі Ґоа (порт. Goa Velha, англ. Churches and Convents of Goa) — комплекс церков і монастирів у місті Гоа-Велья в індійському штаті Ґоа, колишній столиці Португальської Індії. Місто було збудоване за часів Біхапурського султанату в 15 столітті та потрапило до португальського володіння в 16 столітті, де залишалося протягом двох століть. Пам'ятники міста в 1986 році були занесені до списку Світової спадщини ЮНЕСКО.

## Перелік
- Собор Святої Катерини
- Церква Святого Франциска Асізького
- Церква Святого Каетана
- Руїни церкви Святого Антоніо
- Базиліка Бом Ісуса